# Лёллингит
Лёллингит (нем. Löllingit от названия города Лёллинг в Австрии), также мышьяко́вистый колчеда́н или блестящий мышьяковый колчедан — рудный гидротермальный минерал из класса арсенидов, титульный для группы лёллингита, по составу — диарсенид железа с расчётной формулой FeAs2. 

## Свойства
Состав: Fe — 27,18 %, As — 72,82 %; характерны примеси серы, сурьмы, кобальта, никеля. Под пламенем паяльной трубки плавится, хотя и труднее арсенопирита, на угле образует белый налёт окиси трехвалентного мышьяка.
Кристаллы призматические, игольчатые. Кристаллическая структура подобна структуре марказита, хотя по типу координации атомов мышьяка вокруг железа имеет некоторые отличия как от марказита, так и от арсенопирита. При замещении железа кобальтом внутри изоморфической группы лёллингита кристаллическая структура минерала не меняется. Однако с постепенным увеличением соотношения содержания кобальта и никеля к железу происходит такое же постепенное увеличение размера ячейки вдоль оси с, в то время как длина двух других рёбер ячейки остаётся приблизительно неизменной.
Обычно встречается в сплошных зернистых плотных массах. При нагревании выше 4000 °C разлагается с выделением мышьяка. Хороший проводник электричества.
Встречается в пегматитах (редко), скарнах и гидротермальных жилах, контактово-метасоматических месторождениях. В зоне окисления разрушается, превращаясь в скородит.

## Месторождения
Относительно редок и больших скоплений не образует. Встречается реже, чем арсенопирит, и чаще всего обнаруживается в незначительных количествах. В России известен в месторождениях Урала, Западной и Восточной Сибири; за рубежом — в Каринтии (Австрия), Гарце (Германия), Силезии (Германия), Англии, Швеции, Канаде, Норвегии, Средней Азии.
Может входить в качестве второстепенного компонента в состав комплексных полиметаллических и сульфидных руд, но промышленного значения как источник мышьяка не имеет.